# Lněnka bezlistenná

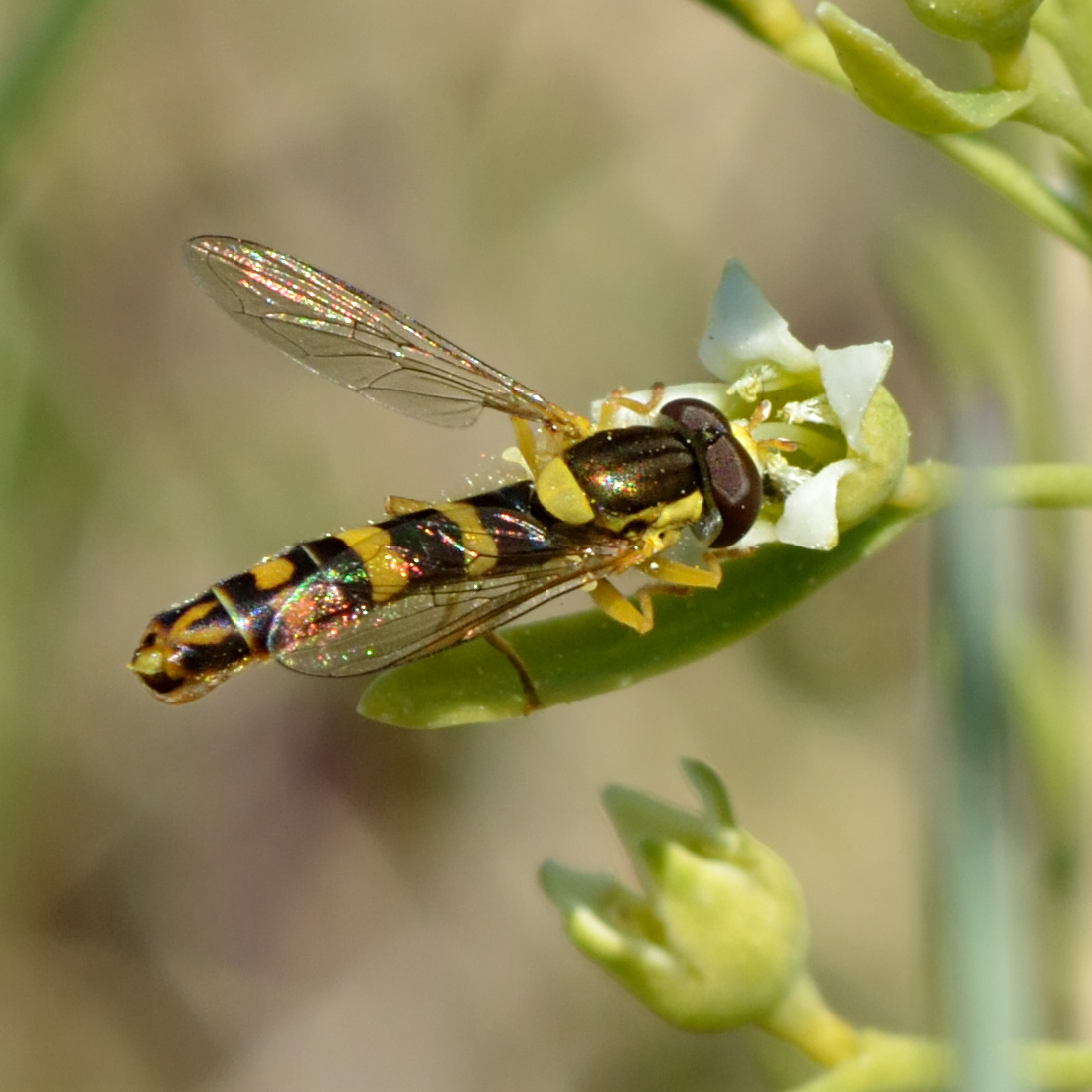
Pestřenka na rostlině Thesium ebracteatum

Lněnka bezlistenná (Thesium ebracteatum) je kriticky ohrožený druh poloparazitní rostliny z čeledě santálovitých.

## Rozšíření
Tento druh, náležející k rozšířenému rodu lněnka, má svůj areál omezen převážně jen východní a střední Evropu. Jeho západní hranice je v Německu a Rakousku, severní v Polsku a Pobaltských zemích a na východě zasahuje na Ukrajinu, do centrálního Ruska a Rumunska. Ve všech těchto zemích se vyskytuje jen vzácně a dostává se mu různého stupně ochrany. V zemích jako Dánsko již nedávno vymizel. Na Slovensku byl nedávno (2016) nalezen na území stratovulkánu Poľana.
V České republice se vyskytuje v současnosti na jediné lokalitě v Polabí, v  národní přírodní památce Slatinná louka u malebné obce Velenky v okrese Nymburk. V roce 2009 byla objevena nová lokalita na Příbramsku.

## Popis
Je to bylina vytrvalá, s tenkým plazivým, výběžkatým oddenkem. Vyrůstá z něho jedna nebo několik nahloučených jednoduchých, vzácněji větvených lodyh vysokých 10 až 20 cm, které bývají přímé nebo vystoupavé. Z lodyhy vyrůstají střídavě čárkovitě kopinaté listy, dlouhé 2 až 4 cm a 2 až 3 mm široké, čím výše tím jsou větší. Asi v  polovině výšky lodyha přechází v jednoduché hroznovité květenství zakončené jalovým listnatým chocholem.
Květonosné větvičky jsou vždy s jedním květem na stopce obloukovitě odstálé. Od stopky vyrůstá poměrně dlouhý podkvětní listen, postranní listence nejsou vyvinuty. Oboupohlavné květy s neopadávajícím širokým kalichovitým okvětím mají 5 do poloviny srostlých přímých lístků, které jsou uvnitř bílé a vně zelené. V květu je 5 tyčinek umístěných pod okvětními lístky, jejich prašníky mají prašné váčky obracené směrem ke středu. Jednopouzdrý spodní semeník vytvořený se tří plodolistů obsahuje tři vajíčka, na vrcholu nese čnělku s paličkovou bliznou. Mezi tyčinkami a čnělkou jsou nektarové žlázky. Kvetou v květnu až červnu a jsou opylovány převážně létajícím hmyzem, někdy dochází i k samoopylení.
Po odkvetení se okvětní lístky zavinou dovnitř, takže přischlé okvětí je mnohem kratší než zřetelně stopkatý elipsovitý plod, kožovitá nažka.

## Rozmnožování
Lněnka bezlistenná je oddenkový geofyt až hemikryptofyt. Rozmnožuje se převážně vegetativně plazivými oddenkovými výběžky, řidčeji také generativně semeny. Je to bylina poloparazitická bez svého specifického hostitele. Může vyrůst jen v symbióze s jinou, autotrofní rostlinou.
Když mladá rostlinka vyklíčí ze semene, roste velice pomalu, v prvém roce vyroste maximálně do 4 cm. Z jejího hlavního kořene počnou postupně vyrůstat jemné postranní kořínky a ty hledají kořeny jiných rostlin. V místech styku s nimi vytvoří malé kulovité útvary, z kterých začnou vyrůstat haustoria pronikající dovnitř symbiotické rostliny a srůstají s její dřevní části, s  xylémem, odkud odčerpávají vodu a minerální látky. Organické (ústrojné) látky si rostlinka získává z půdy sama.

## Rozšíření
Je to druh úzce vázaný na vlhké rašelinné až slatinné louky nebo světlé lesy s dobře minerály zásobenou, hlubokou půdou. Hladina spodní vody může kolísat, terén však smí být zaplavován jen krátkodobě. Roste převážně v nížinách nebo i mírných pahorkatinách v  termofytiku a mezofytiku jako součást bezkolencových luk svazů Molinion a Caricion davallianae. Velice prospěšné pro zachování současných populací je pravidelné každoroční kosení areálu výskytu v srpnu, tj. po vysemenění.
Je to pravděpodobně sarmatský migrant, který se do středoevropské květeny dostal zřejmě v postglaciálním období. Jinak je lněnka bezlistenná hodnocená jako cenný prvek genofondu střední Evropy s reliktním výskytem v této oblasti.

## Ohrožení
Podle „Černého a červeného seznamu cévnatých rostlin České republiky“ je lněnka bezlistenná řazena mezi druhy kriticky ohrožené – C1. Stejně tak je hodnocena „Bernskou úmluvou o ochraně evropské fauny a flory“.

## Poznámka
Český název lněnka bezlistenná je morfologicky nesprávný, popisovaná rostlina listeny má, ale nemá listence.